# Hoa hậu Quý bà Quốc tế
Hoa hậu Quý bà Quốc tế (tiếng Anh: Mrs. International) là một cuộc thi sắc đẹp được thiết kế để giới thiệu những thành tựu của những phụ nữ đã kết hôn hiện đại, cũng như cam kết trong hôn nhân và gia đình của họ.

## Phiên bản
There have been different pageants called Mrs. International going back to 1988.

### Cuộc thi tại United States
Danh sách Hoa hậu được dựa trên website chính thức:
| Năm  | Quốc gia/ Vùng lãnh thổ | Người chiến thắng          | Quốc gia/ Vùng lãnh thổ | Giải thưởng bình chọn      | Số lượng thí sinh |
| ---- | ----------------------- | -------------------------- | ----------------------- | -------------------------- | ----------------- |
| 2021 | Maryland                | Yolanda Stennett           | Canada                  | Patricia Celan             | 56                |
| 2020 | Central States          | Ashley Rae Klinger         | Australia               | Laura Ratliff              | 36                |
| 2019 | Utah                    | Robin Towle                | Wisconsin               | Shailja Tiku               | 53                |
| 2018 | California              | Lauren Weeks               | United Kingdom          | Gullu Kuchhal              | 57                |
| 2017 | Michigan                | Melissa Pocza              | Haiti                   | Judy Leger                 | 62                |
| 2016 | Wyoming                 | Priscilla Pruitt           | New Mexico              | Tamara Thornell            | 61                |
| 2015 | Texas                   | Farabe Algor               | Utah                    | Rebecca Hasson             | 64                |
| 2014 | Great Plains            | Maggi Thorne               | Philippines             | Rose Tibayan               | 60                |
| 2013 | Illinois                | Amy Gregorio               | Southeast States        | Vickie Hines               | 69                |
| 2012 | Minnesota               | Sarah Bazey                | Midwest                 | Kristin Melton             | 54                |
| 2011 | North Carolina          | Janet Bolin                | Maine                   | Elizabeth Hamilton-Guarino | 54                |
| 2010 | Southeast States        | Shannon Devine             | Michigan                | Toni Joerres               | 52                |
| 2009 | Middle East             | Armaiti Shahidi-Fitzgerald | Georgia                 | Rebecca Weisler            | 48                |
| 2008 | Southeast States        | Laine Berry                | Florida                 | Ashley Maguire             | 47                |
| 2007 | California              | Rebekah Negrete            | Texas                   | Tanya Pulley               | 50                |
| 2006 | Texas                   | Suzy Bootz                 | Không rõ                | Không rõ                   | Không rõ          |
| 2005 | Virginia                | Virginia Thornton          | Không rõ                | Không rõ                   | Không rõ          |
| 2004 | Không rõ                | Tammy McDonald             | Không rõ                | Không rõ                   | Không rõ          |
| 2003 | Không rõ                | Michelle Fryatt            | Không rõ                | Không rõ                   | Không rõ          |
| 2002 | Không rõ                | Tonya Matney               | Không rõ                | Không rõ                   | Không rõ          |
| 2001 | Không rõ                | Marianne Oden              | Không rõ                | Không rõ                   | Không rõ          |
| 2000 | Không rõ                | Joanne Brown               | Không rõ                | Không rõ                   | Không rõ          |
| 1999 | Không rõ                | Elsa Engelbrecht           | Không rõ                | Không rõ                   | Không rõ          |
| 1998 | Không rõ                | Lisa Moser                 | Không rõ                | Không rõ                   | Không rõ          |
| 1997 | Không rõ                | Mary Kay Sanders           | Không rõ                | Không rõ                   | Không rõ          |
| 1997 | Không rõ                | Jeanie Wurtele             | Không rõ                | Không rõ                   | Không rõ          |
| 1996 | Không rõ                | Carolyn Mosher             | Không rõ                | Không rõ                   | Không rõ          |
| 1995 | Không rõ                | Susan Hoffman              | Không rõ                | Không rõ                   | Không rõ          |
| 1994 | Không rõ                | Margo Watson               | Không rõ                | Không rõ                   | Không rõ          |
| 1993 | Không rõ                | Laura Hobbs                | Không rõ                | Không rõ                   | Không rõ          |
| 1992 | Không rõ                | Sandra Earnest             | Không rõ                | Không rõ                   | Không rõ          |
| 1991 | Không rõ                | Patricia Richard           | Không rõ                | Không rõ                   | Không rõ          |
| 1990 | Không rõ                | Deborah Williams           | Không rõ                | Không rõ                   | Không rõ          |
| 1989 | Không rõ                | Juanita Lee                | Không rõ                | Không rõ                   | Không rõ          |
| 1988 | Không rõ                | Rhonda Berglan             | Không rõ                | Không rõ                   | Không rõ          |

### Cuộc thi tại Singapore
Women pageants were unheard of a decade ago. Today, they are relevant to our society. Pageants offer unique platforms with enriching experiences for women, encouraging them to showcase their talents and capabilities to become outstanding individuals. Their families come together to share the joy, pride, and excitement of these events.
| Năm  | Quốc gia/ Vùng lãnh thổ | Mrs. International | Quốc gia/ Vùng lãnh thổ | Elite Mrs International | Địa điểm tổ chức | Số lượng thí sinh |
| ---- | ----------------------- | ------------------ | ----------------------- | ----------------------- | ---------------- | ----------------- |
| 2019 | Latvia, Châu Âu         | Olga               | Hoa Kỳ                  | Kristi                  | Singapore        | 30                |
| 2018 | Việt Nam                | Vuong Ngoc Loan    | Myanmar                 | Sue                     | Singapore        | 30                |
| 2017 | Philippines             | Jessica Eribal     | Thái Lan                | Khage Kanlaya           | Singapore        | 30                |
| 2016 | Thái Lan                | Kanthicha Chimsiri | Trung Quốc              | Grace                   | Singapore        | 30                |
| 2015 | Không                   | Không              | Không                   | Không                   | Singapore        | Không rõ          |
| 2014 | Cuộc thi bị hoãn        | Cuộc thi bị hoãn   | Cuộc thi bị hoãn        | Cuộc thi bị hoãn        | Cuộc thi bị hoãn | Cuộc thi bị hoãn  |
| 2013 | Trung Quốc              | Lai Dan Dan        | Malaysia                | Anna Lim                | Singapore        | 14                |
| 2012 | Không                   | Không              | Không                   | Không                   | Singapore        | Không rõ          |
| 2010 | Không                   | Không              | Không                   | Không                   | Singapore        | Không rõ          |
| 2009 | Không                   | Không              | Malaysia                | Mdm Lim Siew Cheng      | Singapore        | Không rõ          |
| 2008 | Không                   | Không              | Trung Quốc              | Mdm Wang Hui            | Singapore        | Không rõ          |
| 2007 | Không                   | Không              | Không                   | Không                   | Singapore        | Không rõ          |
| 2006 | Beverly Hills           | Charlotte D.       | Không                   | Không                   | Singapore        | Không rõ          |

| Năm  | Ms International | Mrs South East Asia | Ms ASEAN         | Mrs ASEAN        | Mrs Asia Pacific   | Ms International Global | Mrs Intercontinental |
| ---- | ---------------- | ------------------- | ---------------- | ---------------- | ------------------ | ----------------------- | -------------------- |
| 2019 | Vanessa          | Monica              |                  | Hwasu            | Previa             | Không                   | Không                |
| 2018 | Cherry           | Niki                | Không            | Li yan           | Chanda             | Không                   | Maria                |
| 2017 | Reena            | Rachita             | Không            | Yuki             | Shwe Thaw Thaw     | Không                   | Không                |
| 2016 | Sarah Andersen   | Harshu              | Không            | Samantha         | Kristine Diane     | Li Hong                 | Không                |
| 2015 | Không            | Không               | Không            | Simran Deenz     | Namphon            | Không                   | Không                |
| 2014 | Cuộc thi bị hoãn | Cuộc thi bị hoãn    | Cuộc thi bị hoãn | Cuộc thi bị hoãn | Cuộc thi bị hoãn   | Cuộc thi bị hoãn        | Cuộc thi bị hoãn     |
| 2013 | Không            | Không               | Không            | Không            | Dato Jonesser Choi | Không                   | Không                |
| 2012 | Không            | Không               | Fahmina          | Datin Maylene    | Không              | Không                   | Không                |
| 2011 | Không            | Joey Lim            | Không            | Silvia Hilda     | Không              | Không                   | Không                |
| 2010 | Không            | Jan Sit             | Không            | Không            | Không              | Không                   | Không                |
| 2009 | Không            | Carly Voon          | Không            | Không            | Không              | Không                   | Không                |
| 2008 | Wang Cong Cong   | Không               | Không            | Không            | Không              | Không                   | Không                |
| 2007 | Joanne Tong      | Không               | Không            | Không            | Không              | Không                   | Không                |

## Đại diện Việt Nam
| Năm  | Tên              | Quê quán              | Thứ hạng       | Giải thưởng đặc biệt |
| ---- | ---------------- | --------------------- | -------------- | -------------------- |
| 2019 | Phạm Thị Hải Yến | Thành phố Hồ Chí Minh | Không đạt giải | Không                |